# Dōbutsu Shōgi

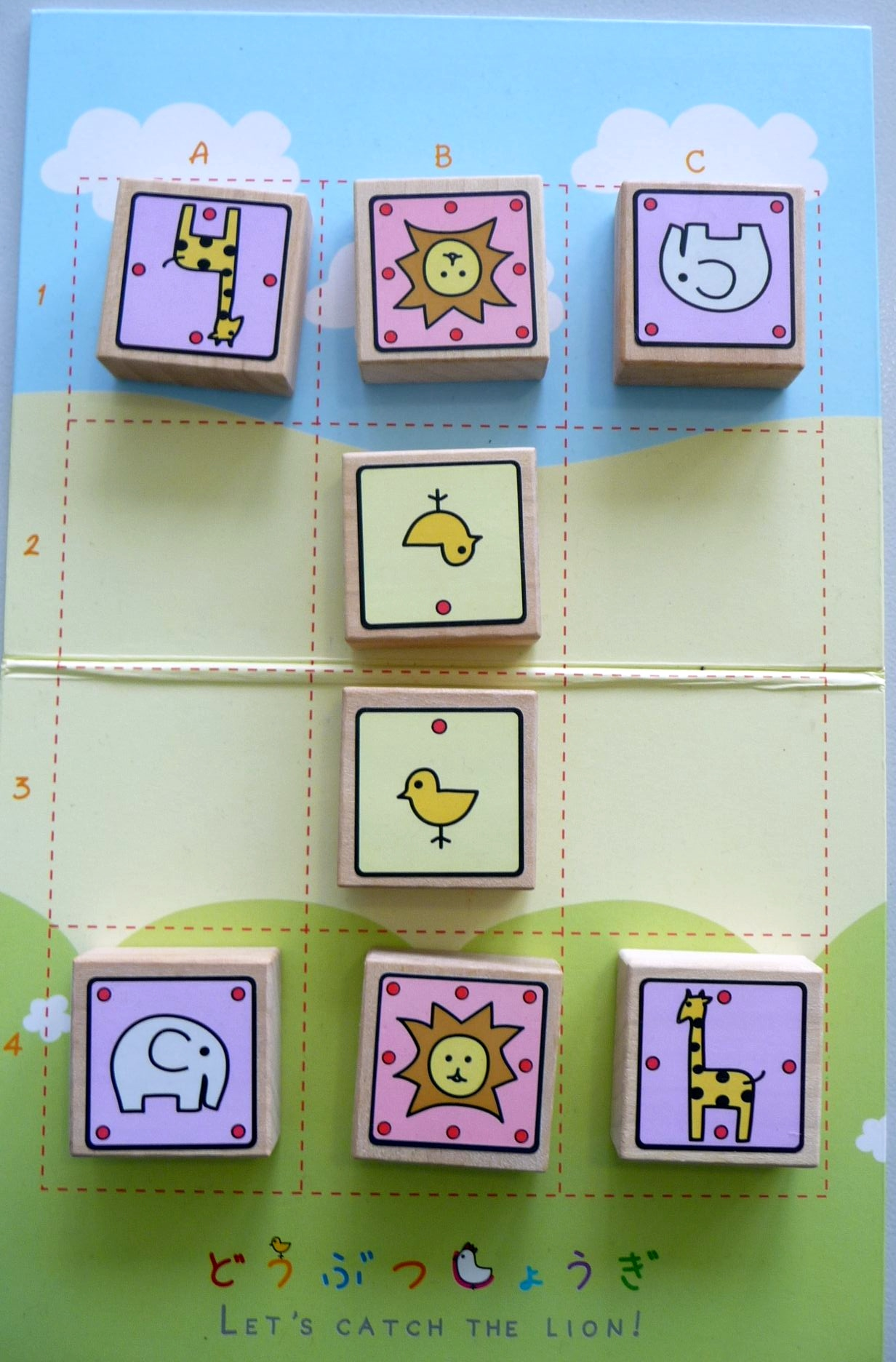
Dōbutsu Shōgi

Dōbutsu Shōgi (jap. どうぶつしょうぎ, dt. „Tierschach“) ist eine kleine Variante des japanischen Brettspiels Shōgi, einer Schachvariante. Die Japanerinnen Madoka Kitao und Maiko Fujita, beide bekannte Shōgiprofis, hatten es erfunden, um kleine Kinder, insbesondere Mädchen, an das Shōgi-Spiel heranzuführen. In der westlichen Welt wird das Spiel seit 2009 unter der Bezeichnung Let’s Catch the Lion! vermarktet.
Das Spiel wird auf einem 3 mal 4 Felder großen Brett gespielt. Die Regeln sind eng an die des regulären Shōgi angelehnt, inklusive der Drops (Wiedereinsatz gefangener Spielfiguren) und der Beförderung. Die Reichweite der Figuren ist allerdings auf ein Feld begrenzt. Wie bei allen Schachvarianten geht es darum, den König des Gegners zur Strecke zu bringen.
Die Spielsteine sind quadratisch und erinnern ein wenig an Bauklötze. Charakterisiert werden sie durch gezeichnete Tierbilder. Punkte an den Seiten und Ecken zeigen an, in welche Richtung die Spielsteine ziehen dürfen.

## Spielregeln
| G | L | E |
|   | K |   |
|   | K |   |
| E | L | G |

Zu Beginn hat jeder Spieler vier Spielsteine: einen Löwen (König) auf dem mittleren Feld seiner Grundreihe, eine Giraffe (Turm) rechts davon, einen Elefant (Läufer) links und ein Küken (Bauer) unmittelbar vor dem Löwen. Ein Spieler beginnt. Es wird abwechselnd gezogen. Alle Steine ziehen wie im regulären Shōgi – allerdings nur ein Feld weit. Zieht eine Figur auf ein Feld, das von einer gegnerischen Figur besetzt ist, so wird diese geschlagen und vom Spielfeld genommen. Der schlagende Spieler nimmt sie in seinen Vorrat und hat von nun an die Möglichkeit, diese Figur alternativ zu einem Zug auf ein freies Feld auf dem Brett einzusetzen (Drop). Erreicht das Küken die Grundreihe der anderen Seite, so wird es zu einem Huhn (Tokin im regulären Shōgi) befördert. Dazu wird der Spielstein umgedreht und hat jetzt mehr Zugmöglichkeiten. Ein geschlagenes Huhn darf allerdings nicht als Huhn, sondern wieder nur als Küken eingesetzt werden. Eine zusätzliche Möglichkeit das Spiel zu gewinnen, ist neben der Gefangennahme (hier: Schlagen) des gegnerischen Königs bzw. Löwen das Befördern des eigenen Löwen auf die gegnerische Grundreihe.

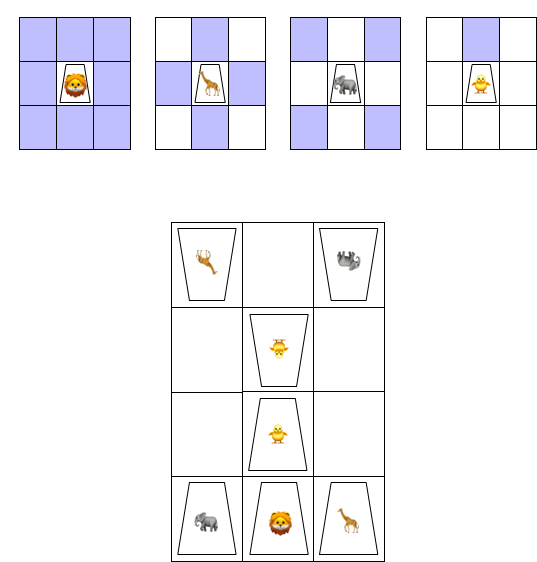
Zugmöglichkeiten und Aufstellung im Dōbutsu Shōgi